# Dysaphis ussuriensis
Dysaphis ussuriensis är en insektsart som beskrevs av Shaposhnikov och Stekolshchikov 1989. Dysaphis ussuriensis ingår i släktet Dysaphis och familjen långrörsbladlöss. Inga underarter finns listade i Catalogue of Life.